# Monument for V. Tatlin
Monument for V. Tatlin est une sculpture réalisée par Dan Flavin en 1974-1975. Il s'agit de huit tubes fluorescents d'un blanc froid montés sur une structure en métal peint en hommage au constructiviste Vladimir Tatline. Elle est conservée au musée national d'Art moderne, à Paris.